# 永原最弟麻呂
永原 最弟麻呂（ながはら の いやおとまろ）は、奈良時代から平安時代初期にかけての貴族。氏姓は藤原朝臣、のち永原朝臣。参議・藤原弟貞の子または孫。官位は従五位上・諸陵頭。

## 経歴
延暦10年（791年）従五位下に叙爵し、延暦15年（796年）内兵庫正に任ぜられる。
その後、藤原朝臣から永原朝臣に改姓し、大同3年（808年）従五位上・諸陵頭に叙任される。また、同年12月には姉妹と思しき子伊太比と恵子も同様に永原朝臣に改姓している。弘仁3年（812年）豊前守を兼帯した。

## 官歴
『六国史』による。
- 時期不詳：正六位上
- 延暦10年（791年） 正月7日：従五位下
- 延暦15年（796年） 10月27日：内兵庫正
- 時期不詳：藤原朝臣から永原朝臣に改姓
- 大同3年（808年） 6月24日：諸陵頭。11月17日：従五位上
- 弘仁3年（812年） 正月12日：兼豊前守